# Shikimisyra
Shikimisyra, mer känd under sin anjoniska form shikimat, är en cyklohexen, en cyklitol och cyklohexankarboxylsyra. Den är en viktig biokemisk metabolit i växter och mikroorganismer.
Glyfosat, den aktiva beståndsdelen i herbiciden Roundup, dödar växter genom att störa shikimatflödet i växter. Mer specifikt inhiberar glyfosat enzymet 5-enolpyruvylshikimat-3-fosfat-syntas (EPSPS). "Roundup Ready", genetiskt modifierade grödor motstår denna hämning.

## Biosyntes av aromatiska aminosyror
Shikimatflödet är en sjustegs metabolisk väg som används av bakterier, svampar, alger, parasiter och växter för biosyntes av aromatiska aminosyror (fenylalanin, tyrosin och tryptofan). Denna väg återfinns inte hos djur. Därför utgör fenylalanin och tryptofan essentiella aminosyror som måste upptas från djurets foder (djur kan syntetisera tyrosin från fenylalanin, som därför inte är en essentiell aminosyra med undantag för personer som inte kan hydroxylera fenylalanin till tyrosin).
Det första enzymet som är involverat är shikimatkinas, ett enzym som katalyserar ATP-beroende fosforylering av shikimat till att bilda shikimat-3-fosfat.  Shikimat-3-fosfat kopplas sedan med fosfoenolpyruvat till bildning av 5-enolpyruvylshikimat-3-fosfat via enzymet 5-enolpyruvylshikimat-3-fosfatsyntas (EPSP-syntas).
Därefter omvandlas 5-enolpyruvylshikimat-3-fosfat till korismat av en korismat-syntas.
Prefensyra syntetiseras därefter genom en Claisen-omlagring av korismat av korismatmutas.
Prefenat dekarboxyleras oxidativt med bibehållande av hydroxylgruppen för att ge p-hydroxifenylpyruvat, som transamineras genom användning av glutamat som kvävekälla för erhållande av tyrosin och α-ketoglutarat.

## Användning
Inom läkemedelsindustrin används shikimisyra från kinesisk stjärnanis som råvara för tillverkning av oseltamivir (Tamiflu). Även om shikimisyra är närvarande i de flesta autotrofa organismer är det ett biosyntetiskt mellansteg och påträffas  i allmänhet i mycket låga koncentrationer. Det låga isoleringsutbytet av shikimisyra från stjärnanisen medförde bristen på oseltamivir 2005. 
Shikimisyra kan också extraheras från frön av sweetgum, som är rikligt förekommande i Nordamerika, med utbyten på cirka 1,5 %. Till exempel behövs 4 kg sweetgumfrön för fjorton doser av Tamiflu. Som jämförelse har stjärnanis rapporterats ge 3-7 % shikimisyra. Biosyntetiska vägar i E. coli har nyligen förbättrats för att göra det möjligt för organismen att samla tillräckligt med material för att användas kommersiellt. En studie 2010 vid University of Maine visade att shikimisyra också lätt kan skördas från barr av flera arter av tall.
Aminoshikimisyra är också ett alternativ till shikimisyra som ett utgångsmaterial för syntesen av oseltamivir.